# أندرج بوجيتشفيتش
أندرج بوجيتشفيتش هو لاعب كرة قدم صربي، ولد في 3 يناير 2002 في صربيا لعب سابقاً في نادي مصفوت الإماراتي.

## وصلات خارجية
- أندرج بوجيتشفيتش على موقع قاعدة بيانات كرة القدم.إي يو (الإنجليزية)
- أندرج بوجيتشفيتش على موقع Soccerbase.com (لاعب) (الإنجليزية)
- أندرج بوجيتشفيتش على موقع Soccerway.com (الإنجليزية)
- أندرج بوجيتشفيتش على موقع عالم كرة القدم.نت (الإنجليزية)